# George Air Force Base
George Air Force Base est une ancienne base de l'USAF située à 8 miles au nord-ouest de Victorville en Californie.
Sa fermeture en 1992 dans le cadre du Base Realignment and Closure (ou BRAC) est le résultat direct de la fin de la guerre froide.
Le site de l'ancienne base abrite aujourd'hui le Southern California Logistics Airport (Aéroport Logistique de Sud Californie).